# Mesudiye (1875)
40°07′06″ пн. ш. 26°23′15″ сх. д. / 40.1183014° пн. ш. 26.3874664° сх. д.

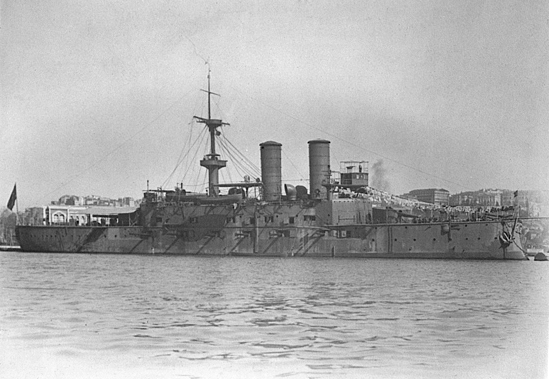
«Месудіє» після реконструкції у Стамбулі

«Месудіє» (османська: щастя) — броненосець з центральною батареєю, побудований для військового флоту Османської імперії, один з найбільших побудованих кораблів такого класу. Броненосець побудували у Великій Британії між 1871 і 1875 роками. Другий замовлений корабель цього типу придбав Королівський флот як HMS Superb. Його основне озброєння складалося з дванадцяти 10 дюймових (250 міліметрових) гармат у центральній броньованій батареї.
Більшу частину своєї служби «Месудіє» погано утримувався (двадцятирічний період між російсько-турецькою війною 1877—1878 та греко-турецькою війною 1897). Як результат, до кінця 1890-х років корабель був у дуже поганому стані, що спонукало до його капітальної реконструкції. У її ході схему розміщення артилерії було змінено за зразком пре-дредноутів. Модернізація відбулася у Генуї. Артилерія корабля була замінена, хоча башти головного калібру (230 міліметрів) так і не отримували гармат. Також була встановлена нова силова установка, яка значно покращила експлуатаційні характеристики.
Корабель брав активну участь у Першій Балканській війні в 1912—1913 рр., включаючи битви під Еллі та Лемносом у грудні 1912 р. та січні 1913 р. Відповідно, під час останньої битви броненосець був сильно пошкоджений грецьким снарядом і змушений був відступити. Після початку Першої світової війни в 1914 році «Месудіє» знаходився на стоянці для захисту мінних полів, що перекривали вхід на Дарданели. Вранці 13 грудня британський підводний човен HMS B11 пройшов через мінні поля та торпедував «Месудіє», який швидко потонув. Однак більша частина екіпажу вижила, і багато з гармат корабля були врятовані та використані для зміцнення оборони Дарданел. Батарея цих гармат, названа «Месудіє» на честь корабля, сприяла потопленню французького броненосця «Буве» в березні 1915 року.